# Bao Yingfeng
Det här är en artikel om en person med kinesiskt personnamn; Bao är familjenamnet.
Bao Yingfeng (kinesiska: 包英凤), född 27 september 1987, är en kinesisk ryttare som tävlar i fälttävlan.

## Karriär
Vid olympiska sommarspelen 2020 i Tokyo slutade Bao på 35:e plats i individuell fälttävlan. Han var även en del av Kinas lag tillsammans med Alex Hua Tian och Sun Huadong som slutade på nionde plats i lagtävlingen i fälttävlan.